# Variação antigênica
A Variação antigênica é um mecanismo pelo qual um agente infeccioso, como um protozoário, bactéria ou vírus, altera as proteínas ou carboidratos em sua superfície e, assim, evita uma resposta imune do hospedeiro. A variação antigênica não apenas permite que o patógeno evite a resposta imune em seu hospedeiro atual, mas também permite a reinfecção de hospedeiros previamente infectados. A imunidade à reinfecção é baseada no reconhecimento dos antígenos transportados pelo patógeno, que são "lembrados" pela resposta imune adquirida. Se o antígeno dominante do patógeno puder ser alterado, o patógeno pode então escapar do sistema imunológico adquirido do hospedeiro. A variação antigênica pode ocorrer alterando uma variedade de moléculas de superfície, incluindo proteínas e carboidratos. A variação antigênica pode resultar da conversão do gene, inversões de DNA específicas do local, hipermutação ou recombinação de cassetes de sequência. O resultado é que mesmo uma população clonal de patógenos expressa um fenótipo heterogêneo. Muitas das proteínas conhecidas por apresentarem variação antigênica ou de fase estão relacionadas à virulência.